# الشظيف (تبن)

تعديل مصدري - تعديل

الشظيف هي إحدى قرى عزلة الحوطة بمديرية تبن التابعة لمحافظة لحج، بلغ تعداد سكانها 1364 نسمة حسب تعداد اليمن لعام 2004.